# 廣福里 (旗山區)
廣福里是中華民國高雄市旗山區轄下的行政區。根據截至2025年4月（民國114年4月）的統計，該里有11鄰，279戶，662人。

## 歷史
今日行政區廣福里範圍於台灣日治初期被稱為「手巾藔庄」，隸屬於港西上里。昔日該庄西隔楠梓仙溪與溪州庄為界，西北隔楠梓仙溪支流美濃溪與旗尾庄為界，北與金瓜藔庄為鄰，東與吉洋庄為鄰，南邊隔當時的荖濃溪北側分流（標示荖濃溪，今已消失）與土庫庄、瀰力肚庄為界。
1901年（明治三十四年）11月，全台設置二十廳，該庄隸屬於阿猴廳。1904年（明治三十七年）4月，該庄改隸屬於蕃薯藔廳。1909年（明治四十二年）10月，合併二十廳為十二廳，該庄改編入「旗尾區」，並改隸屬於阿緱廳。1920年（大正九年）10月，廢十二廳改設五州二廳，該庄改制並雅化為「手巾寮」大字，隸屬於高雄州旗山郡旗山街。
1945年中華民國接收台灣後，旗山街改制為旗山鎮，隸屬於高雄縣，大字亦改制為里。1950年10月，高、屏分治，旗山鎮仍隸屬於高雄縣。2010年12月25日，廣福里因高雄縣市合併改制而隸屬高雄市旗山區。

## 外部連結
- 高雄市旗山區公所里政專區 （页面存档备份，存于）